# Чермак, Николай Карлович
Николай Карлович Чермак (1856, Тифлис, Тифлисская губерния, Российская империя — 1903, Саратов, Саратовская губерния, Российская империя) — русский врач, анатом и гистолог, профессор Императорского Юрьевского университета (1896—1903).

## Биография
Родился в 1856 году в Тифлисе в семье педагога Карла Леонтьевича Чермака. В 1872 году окончил Бакинскую реальную гимназию. В том же году поступил в Императорскую медико-хирургическую академию, которую окончил в 1877 году.  
Во время русско-турецкой войны 1877—1878 годов был командирован обществом Красного Креста в действующую армию в качестве военного врача. После окончания войны вернулся в Петербург, где держал экзамен на степень доктора медицины и занимался гистологией, эмбриологией и физиологической оптикой, главным образом в университетской лаборатории Ф. В. Овсянникова. В 1880 году поступил на службу в качестве врача заведующего участком Санкт-Петербургского уездного земства, где пробыл до 1892 года. В 1888 году взял годичный отпуск и работал в гистологическом кабинете Военно-медицинской академии у профессора Ф. Н. Заварыкина. 
В 1890 году защитил диссертацию на степень доктора медицины. В 1892 году на 2 года был командирован с научной целью за границу, где работал в гистологических лабораториях в Граце, Париже и более всего в Берлине у профессора Оскара Гертвига. По возвращении получил место прозектора, сперва при кафедре гистологии и эмбриологии, а затем при кафедре общей патологии в Военно-медицинской академии. Позже получил звание приват-доцента и вёл курсы по гистологической технике. Летом 1895 года был командирован Обществом рыбоводства и рыболовства на Волгу для изучения влияния нефти на рыб. В 1896 году назначен ординарным профессором кафедры по эмбриологии, гистологии и сравнительной анатомии в Императорский Юрьевский университет. В 1903 году вышел в отставку по болезни и вскоре умер.  

## Работы
- «К физиологии органа зрения. Плато-Оппелевский феномен и его место в ряду однородных явлений» («Военно-медицинский журнал», 1878)
- «Vergleichende Studien über die Entwicklung des Knochen-, Knorpel- und Bindegewebes» («Anatomischer Anzeiger», 1888; переведено на русский в «Русской медицине», 1888, № 22—23)
- «Строение и развитие хрящевой ткани» (диссертация, СПб., 1890)
- «Einige Ergeibnisse über die Zussammensetzung, Entwicklung und Function der Lymphknötchen der Darmwand» («Archiv für mikroskopische Anatomie», Bd. 42, 1893)
- «О построении живого вещества. Гипотеза живых молекул-вихрей» (СПб., 1895)
- «О влиянии нефти на рыб. Отчёт Обществу рыбоводства и рыболовства по командировке в г. Самару» («Вестник рыбопромышленности», 1896)
- «Ernährungswege einer epithelialen Zelle» («Anatomischer Anzeiger», 1886, Bd. 11, № 18—19)
- «О дезинтегрированном состоянии центросом при кариокинезе у лососёвых. Сообщено на X съезде естествоиспытателей и врачей в Киеве в 1898» (Дневник X Съезда русских естествоиспытателей и врачей)
- «Ueber die Desintegration und die Reintegration des Kernkörperchens bei der Kariokinese» («Anatomischer Anzeiger», 1899, Bd. 15)
- «Die Mitochondrien des Forelleneies. Vorläufige Mittheilung» («Anatomischer Anzeiger», 1901, Bd. 20, № 5—6)
- «Das Centrosoma im Befruchtungsmomente bei den Salmoniden» («Anatomischer Anzeiger», 1903, Bd. 22)